# HD 51424
HD 51424，又名BD-07 1642，SAO 133937、HR 2599，是一颗恒星，视星等为6.34，位于銀經220.85，銀緯-2.49，其B1900.0坐标为赤經6h 52m 11.3s，赤緯-8° -2.49′ 51″。